# Microsoft Люди
Microsoft Люди (англ. Microsoft People; попередні назви: Windows Live Contacts, Windows Live People) — компонент деяких операційних систем сімейства Microsoft Windows, та окремий застосунок для операційних систем Windows 10 і Windows 11. Є частиною служб Microsoft. Інтегрується з Outlook.com, Windows Live Messenger і Windows Live Mail, щоб надати користувачам доступ до профілів і інформації їхніх контактів. Це дозволяє користувачеві обмінюватися інформацією з різними групами людей.

## Особливості

### Оновлення в реальному часі
Контакти дозволяють оновлювати контактну інформацію в реальному часі. Скажімо, один із контактів користувача переїхав і отримав нову адресу. Коли цей контакт вводить свою нову інформацію в Контакти, список контактів користувача автоматично оновлюється в режимі реального часу. Те саме відбувається, коли користувач змінює свої дані, друзі та колеги користувача одразу отримують нову інформацію через Контакти. Оновлення контактів можна побачити в Windows Live Messenger і Outlook.com.

### Дозволи
Користувач може вирішити, хто може, а хто не може бачити його контактну інформацію. Ви можете показувати свою особисту інформацію лише своїм друзям, друзям друзів, людям із вашого списку Messenger або персоналізованого списку контактів. Усі користувачі мають увійти за допомогою свого облікового запису Microsoft, щоб використовувати Контакти.

### Список обраних і категорії
Користувачі можуть додавати кожен окремий контакт до спеціальної категорії «Вибране», для частих контактів, або сортувати кожен контакт за різними категоріями, визначеними користувачем. Ці категорії та «Вибране» з'являться в Windows Live Messenger, Windows Live Mail, Outlook.com та інших службах Microsoft, щоб полегшити пошук і сортування контактів.

### Інтеграція з Messenger
Контакти відображатимуть поточний онлайн-статус контакту кольором навколо зображення на екрані: зелений — «У мережі», червоний — «Зайнятий», помаранчевий — «Відсутній», та сірий — «Не в мережі». Користувачі також можуть починати розмови в Messenger, якщо контакт перебуває в стані, відмінному від «Не в мережі». Messenger Web інтегровано в Microsoft Люди та Outlook.com.